# Kościół Matki Boskiej Częstochowskiej w Łukcie
Kościół Matki Boskiej Częstochowskiej w Łukcie – kościół rzymskokatolicki w Łukcie zbudowany w 1407 roku, z wieżą dobudowaną w 1700.

## Konstrukcja

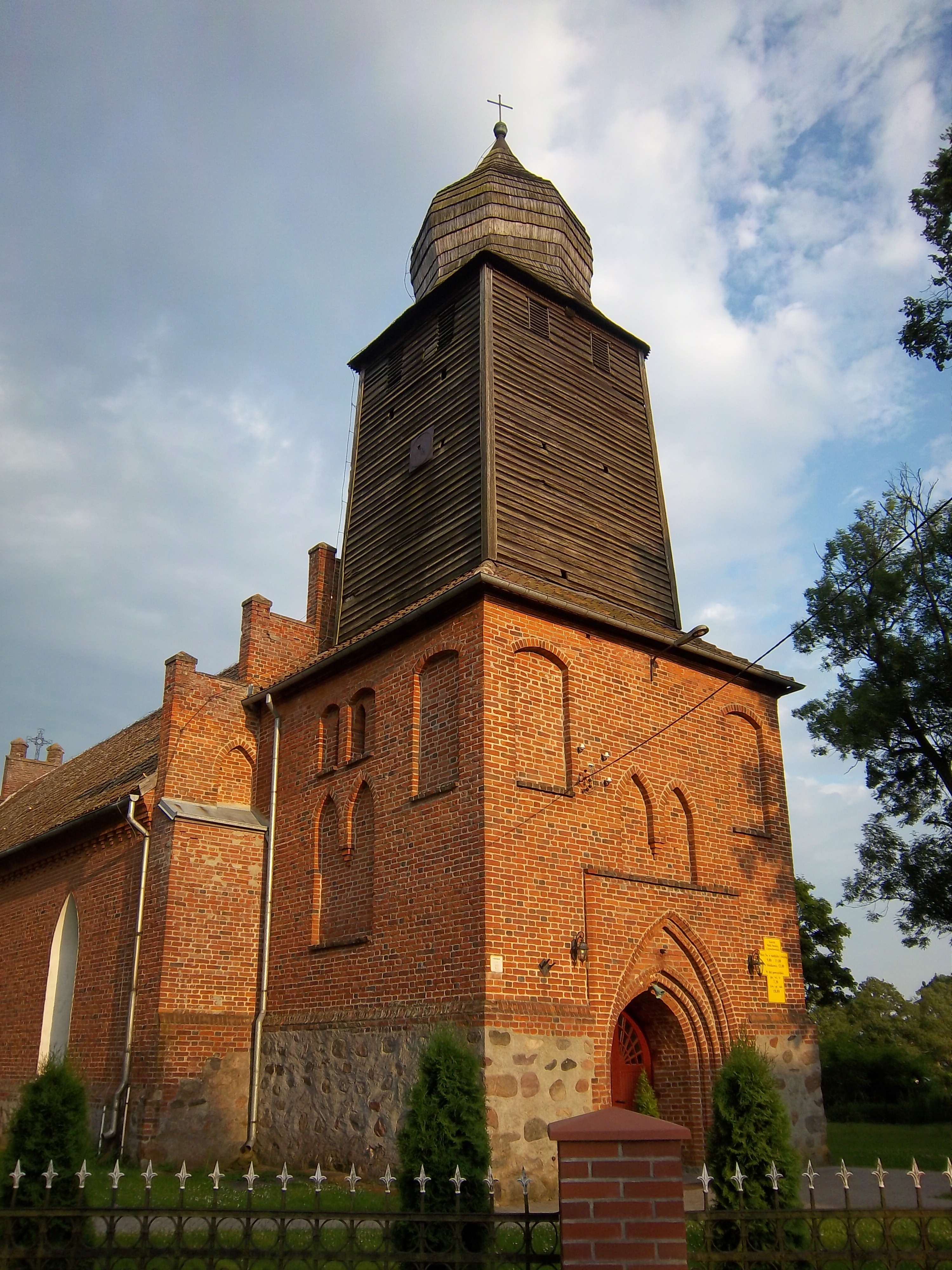
Kościelna wieża zwieńczona hełmem dzwonowym

Jednonawowy kościół o wydłużonym korpusie z wieżą oraz szczytami schodkowymi. Ściany osadzone są na podmurówce z kamienia polnego. Sam kościół jest murowany, z cegły. Dach przykrywający kościół jest dwuspadowy, natomiast wieża pokryta jest drewnem. Jej szczyt zwieńczony jest pękatym hełmem dzwonowym, a kopuła kryta jest gontem. Wnętrze skrywa gotyckie portale i późnorenesansowy ołtarz.

## Historia
Podanie historyczne głosi, że w 1279 roku w Łukcie istniał kościół pw. św. Katarzyny, jednak nie znaleziono dowodów, które poświadczyłyby prawdziwość tej informacji. Dlatego za pierwszy kościół zbudowany w miejscowości uznaje się świątynię pw. Matki Boskiej Częstochowskiej.
Kościół w Łukcie został zbudowany w 1407 roku przez Krzyżaków (przy wsparciu finansowym wielkiego mistrza zakonu Ulricha von Jungingena), jako świątynia katolicka. Po 1525 roku stał się kościołem ewangelickim. W czasie wizytacji biskupiej w 1578 roku podjęto decyzję o odprawianiu nabożeństw w dwóch językach – polskim i niemieckim (na zmianę co niedziela). W 1580 roku w kościele stanął nowy ołtarz, który w latach 1601, 1820 i 1950 był przebudowywany. Podczas kampanii napoleońskiej, po przejściu wojsk francuskich przez Łuktę w 1807 roku świątynia została zniszczona. W 1817 roku podwyższono wieżę kościoła. W latach 1878–79 został odbudowany (w tym kaplicę, której szczątki można dziś zobaczyć przy chrzcielnicy). W 1950 kościół ponownie stał się katolicki. Dziewięć lat później 12 kwietnia 1959 sprowadzono do świątyni z Częstochowy obraz Matki Boskiej Częstochowskiej, autorstwa Bolesława Rudkowskiego. W tym samym roku powstało antepedium ołtarzowe Ostatnia Wieczerza, wykonane przez P. Witczaka.
W dniu 1 czerwca 1962 ks. bp Tomasz Wilczyński erygował parafię Matki Boskiej Częstochowskiej w Łukcie.
W 1970 dokonano odwrócenia ołtarza ku wiernym (ołtarz soborowy). W 1993 roku wieża kościoła przeszła renowację (wykonali ją górale z Niedzicy), a sam kościół został odmalowany. Kolejny remont świątynia przeszła w 2002 roku, kiedy w oknach założono witraże św. Wojciecha i św. Stanisława. W 2007 renowację przeszła rzeźba Anioła chrzcielnego z 1700, po której zawieszono ją nad chrzcielnicą. 4 lipca 2010 roku mszę świętą w kościele odprawił wielki mistrz zakonu krzyżackiego bp Bruno Platter, następca Ulricha von Jungingena, który konsekrował świątynię 603 lata wcześniej w 1407 roku.

## Wyposażenie

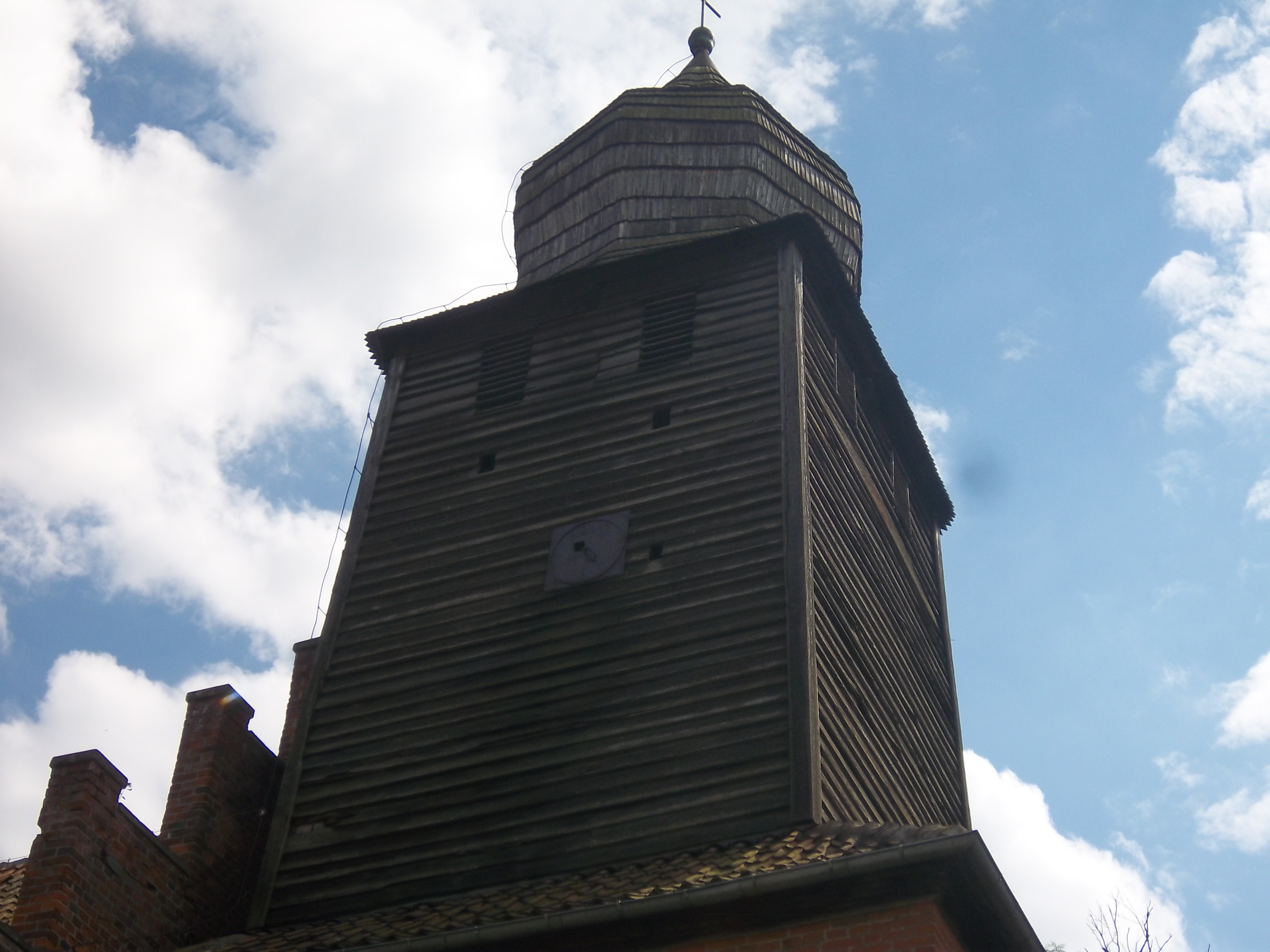
Pozostałości zegara na wieży kościoła

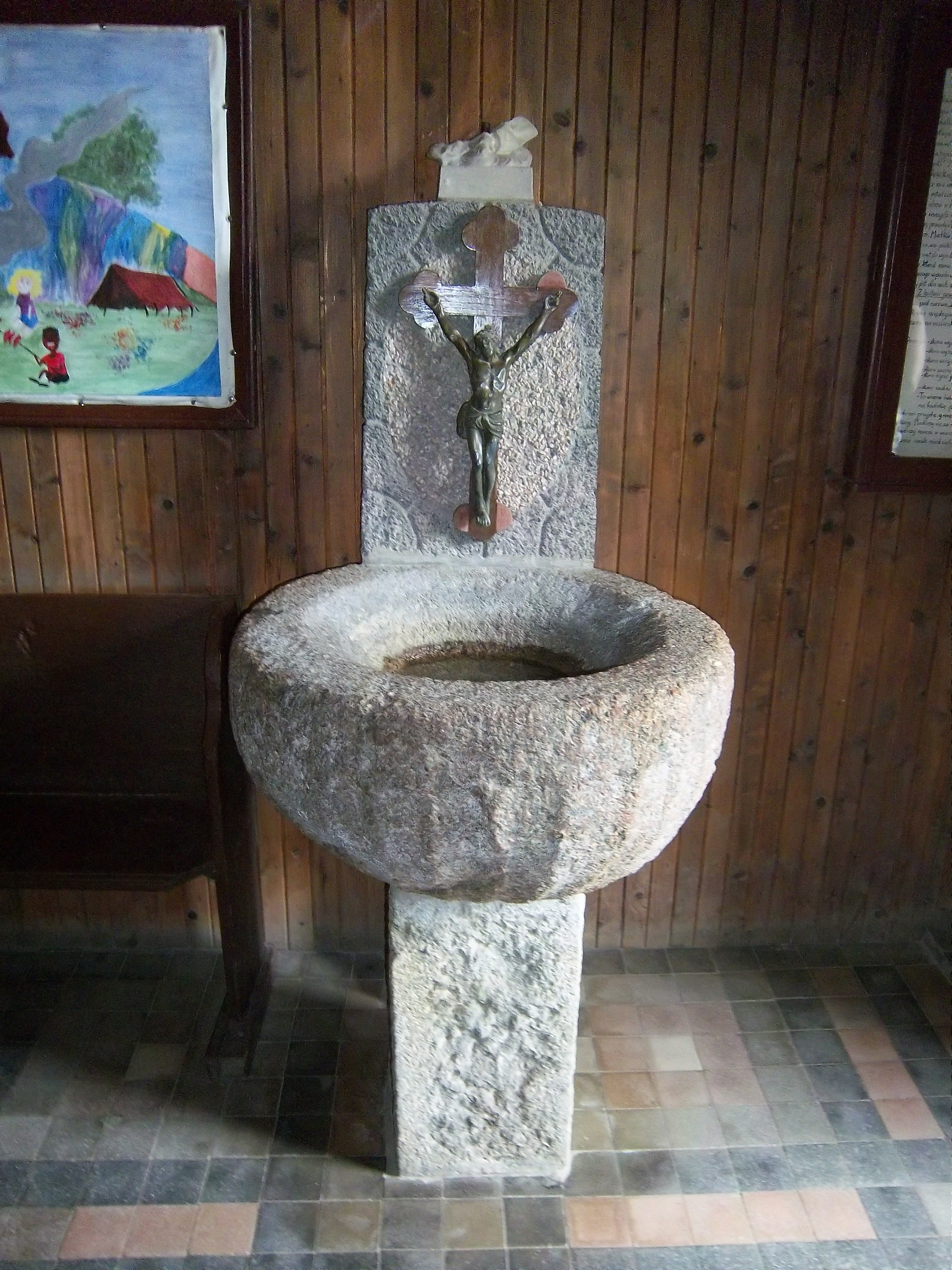
Kropielnica w kruchcie kościoła

- renesansowy ołtarz z 1580 (przebudowywany 1601 i 1820)
- płyta nagrobna z XVII wieku
- rzeźba Anioła chrzcielnego z 1700 roku
- barokowy plafon na stropie

## Duszpasterze kościoła po 1945 roku
| Okres pracy             | Duszpasterz              |
| ----------------------- | ------------------------ |
| koniec 1945             | ks. Władysław Borowski   |
| 10 kwietnia 1945 – 1947 | ks. Józef Archimowicz    |
| 1947–1957               | ks. Stanisław Baranowski |
| 1957–1958               | ks. Alojzy Golubski      |
| 1958–1961               | ks. Ludwik Białek        |
| 1961–1971               | ks. Jan Molitorys        |
| 1971–1989               | ks. Romuald Szczeciński  |
| od 1989                 | ks. Kazimierz Dubowski   |